# شرایط مختصات
در نسبیت عام، می‌توان قوانین فیزیکی را به شکل هموردای عام بیان نمود. به بیان دیگر دنیای واقعی دستگاههای مختصات را نمی‌شناسد، اما همواره ثابت بودن دستگاه مختصات در حل مسائل و پیش‌بینی‌های واقعی سودمند است.  یک شرط مختصات (به انگلیسی: Coordinate conditions) چنین دستگاه مختصاتی را انتخاب می‌نماید.